# Dipartimento di Cushamen
Cushamen è un dipartimento argentino, situato nella parte nord-occidentale della provincia del Chubut, con capoluogo Cushamen.

## Geografia fisica
Esso confina a nord con la provincia di Río Negro, a est con il dipartimento di Gastre, a sud con i dipartimenti di Languiñeo, e Futaleufú, e ad ovest con la repubblica del Cile.
Il dipartimento fa parte delle comarche di Los Andes (parte occidentale) e della Meseta Central (parte orientale).

## Società

### Evoluzione demografica
Secondo il censimento del 2010, su un territorio di 16.250 km², la popolazione ammontava a 20.919 abitanti, con un aumento demografico del 22,10% rispetto al censimento del 2001.
Abitanti censiti

## Amministrazione
Il dipartimento comprende: 
- 5 comuni (municipios) di seconda categoria: Cholila, El Hoyo, El Maitén, Epuyén, Lago Puelo;
- 1 comision de fomento: Gualjaina;
- 1 comune rurale (comuna rural): Cushamen.